# 新店客運
新店客運股份有限公司（英語：Sindian Bus），簡稱新店客運，主要經營新北市公車、臺北市聯營公車，公司總部設在新北市新店區。

## 簡介
- 1980年8月27日，時任監察委員的前國民大會議長陳金讓創辦新店客運，主要經營台灣省公路局公路運輸業務移交台灣汽車客運公司時釋出之數條大文山區公路客運路線，主要服務範圍為台北市景美區、古亭區及台北縣新店、安坑、烏來山區、石碇山區、坪林及北宜路沿線[1][2]。總經理為時任花蓮縣中國國民黨籍國民大會代表張俊雄。
- 1996年4月23日，新店客運加入臺北聯營公車行列，與臺北市公共汽車管理處共同營運臺北聯營公車505線（台北聯營公車松江新生幹線路線前身）。
- 新店客運主要路線是以新北市新店區為據點散發出去，目前最長路線在新北市轄公車為849「烏來－新店－台北」，在臺北市聯營公車方面則為648「錦繡山莊－臺北車站」[2]。
- 2017年7月5日加入臺北市幹線公車營運。
- 2016年9月至2018年12月底完成所有臺北聯營公車路線配車汰換為低地板公車[3]，且為臺北聯營公車中首間於所有車輛之車頭、車側、及車尾皆為全彩LED顯示器路線顯示器之業者[4]。
- 目前新店客運旗下全車系皆採用日本日野汽車車輛，是北台灣唯一廠牌單一化之業者。該公司近年來積極汰舊換新車輛，一直是雙北市平均車齡最低的業者，2016年8月~2024年7月出廠之新車數量多達304輛（高達100%）。[來源請求]

## 營運路線
新店客運早期路線較為單純，大部分是由新店、坪林、烏來出發往台北市，終點於台北市博愛路或是台北市公園路、青島西路折返。加入台北聯營公車後，開始行使多條共同路線，臺灣汽車客運退出新店地區的營運加上捷運通車，與捷運成為新店區主要對外大眾運輸。

## 外部連結
- 新店客運 （页面存档备份，存于）
- 新店客運的Facebook專頁
- 暢行台北-公車客運資訊站 （页面存档备份，存于）
- 運輸知識庫巴士交會點 （页面存档备份，存于）